# Polany Puszczy Bolimowskiej
Polany Puszczy Bolimowskiej este o arie protejată (sit de importanță comunitară — SCI) din Polonia întinsă pe o suprafață de 134,1 ha, integral pe uscat.

## Localizare
Centrul sitului Polany Puszczy Bolimowskiej este situat la coordonatele 52°01′52″N 20°07′29″E / 52.0312°N 20.1247°E.

## Înființare
Situl Polany Puszczy Bolimowskiej a fost declarat sit de importanță comunitară în octombrie 2009 pentru a proteja 1 specie de plante și 7 specii de animale.

## Biodiversitate
Situată în ecoregiunea continentală, aria protejată conține 4 habitate naturale: Fânețe de joasă altitudine (Alopecurus pratensis, Sanguisorba officinalis), Păduri aluvionare cu Alnus glutinosa și Fraxinus excelsior (Alno-Padion, Alnion incanae, Salicion albae), Pajiști cu Molinia pe soluri calcaroase, turboase sau argilos-nămoloase (Molinion caeruleae), Liziere de ierburi înalte hidrofile de câmpie și de nivel montan până la alpin.
La baza desemnării sitului se află mai multe specii protejate:
- plante (1): Angelica palustris
- amfibieni (2): buhai de baltă cu burta roșie (Bombina bombina), triton cu creastă (Triturus cristatus)
- mamifere (2): liliac cârn (Barbastella barbastellus), liliac comun (Myotis myotis)
- nevertebrate (3): fluturele purpuriu (Lycaena dispar), Phengaris nausithous, Phengaris teleius